# رایشنبرگ (راینلاند-فالتس)
رایشنبرگ (به آلمانی: Reichenberg) یک شهر در آلمان است که در Verbandsgemeinde Loreley واقع شده‌است.